# Achim Hollerieth
Achim Hollerieth (* 24. September 1973 in Pfullendorf) ist ein ehemaliger deutscher Fußballtorwart und heutiger -trainer.

## Karriere
Achim Hollerieth war bis zur A-Jugend zunächst Stürmer beim FC Ostrach, TuS Celle, und dem SC Pfullendorf. Als bei der Pfullendorfer Jugend alle Torhüter ausfielen, wurde er spontan zum Torwart umfunktioniert. Diese Position behielt er bei. Zur Saison 1996/97 wechselte er zum KFC Uerdingen 05 in die 2. Bundesliga. Nach zwei Spielzeiten als Ersatztorhüter wurde er 1998/99 Stammspieler und machte den VfB Stuttgart auf sich aufmerksam, für den er in der 1999/2000 spielte. Hinter Franz Wohlfahrt konnte er sich jedoch nicht durchsetzen und wurde vom jungen Timo Hildebrand sogar als zweiter Torhüter verdrängt. Damit blieb sein Einsatz beim 4:2 gegen den MSV Duisburg am 18. September 1999 sein einziges Spiel in der Bundesliga.
Er ließ sich deshalb zum Zweitligisten SV Waldhof Mannheim ausleihen. Nach guten Leistungen verpflichtete ihn der SVW. Für Waldhof stand er von 2000 bis zu seiner fristlosen Kündigung 2002 im Tor. In der Saison 2002/03 hütete er das Tor des SSV Reutlingen 05, für den er jedoch nur auf drei Einsätze kam.
So folgte er schließlich dem Angebot des FC St. Pauli und wechselte 2003 in die Regionalliga Nord. Dort avancierte er rasch zum unumstrittenen Stammspieler und Publikumsliebling. Dies ist nicht zuletzt auf seine hervorragenden Leistungen in den Spielzeiten 2004/05 und 2005/06 zurückzuführen.
Bis zum 24. Januar 2006 bestritt Hollerieth neben seinem einen Erstligaeinsatz insgesamt 90 Spiele in der 2. Bundesliga sowie 80 in der Regionalliga Nord.
Zum Ende der Saison 2005/06 verlängerte er seinen Vertrag nicht. Anschließend war er für zwei Wochen im Probetraining von Bristol City und absolvierte in dieser Zeit auch zwei Testspiele. Kurz vor Vertragsabschluss zog sich Hollerieth im Training einen Meniskusriss zu, sodass der Abschluss nicht zustande kam. Er musste sich, wieder in Deutschland, zweimal operieren lassen. Ab dem 15. September 2007 spielte Achim Hollerieth beim SV Straelen in der Oberliga Nordrhein. Während der Winterpause verließ er jedoch die Straelener wieder und wechselte im Januar 2008 zurück in die Regionalliga Nord zum VfB Lübeck. Zur Saison 2008/09 wechselte er vom VfB Lübeck zum Schweizer Club FC Schaffhausen.
Seit der Saison 2010/11 war Hollerieth Trainer der A-Jugend des SV Meppen, die in der Regionalliga spielte. Hierbei handelte es sich um Hollerieths erstes Cheftraineramt. Zuvor sammelte er zusammen mit Frank Pagelsdorf in Dubai als Torwarttrainer beim arabischen Al-Nasr Sports Club Erfahrungen im internationalen Trainergeschäft. Hollerieth ist auch sportlicher Leiter des Jugendleistungszentrums Emsland. Zur Saison 2012/13 wechselte er zum Oberliga-Aufsteiger FC Elmshorn. Den Verein führte er zum Titelgewinn in der Oberliga Hamburg, man verzichtete allerdings auf den Regionalligaaufstieg. Am 26. März 2014 wurde er Trainer des VfB Germania Halberstadt in der Regionalliga Nordost, ehe er am 22. November 2014, nach rund acht Monaten in Halberstadt entlassen wurde. Im Juli ging es für ihn dann nach Fürstenwalde in Brandenburg, dort blieb er allerdings nach einer einvernehmlichen Trennung nur bis Mitte Dezember desselben Jahres. Daraufhin ging es für ihn nach Neustrelitz in Mecklenburg-Vorpommern. Dort wurde er dann nach schwachen Leistungen und zuletzt drei Niederlagen in Folge entlassen. Am 20. Oktober 2019 wurde er dann als neuer Trainer beim TB Uphusen vorgestellt. Nach elf erspielten Punkten aus zehn Spielen verließ er den Verein im März 2020 jedoch bereits wieder und übernahm den Trainer-Posten beim FC Teutonia 05 Ottensen in Hamburg, wo er auf Sören Titze folgte. Im April 2021 kam es zwischen Hollerieth und den Hamburgern zur Trennung.